# Kinosternon baurii
Kinosternon baurii är en sköldpaddsart som beskrevs av  Garman 1891. Kinosternon baurii ingår i släktet Kinosternon, och familjen slamsköldpaddor. IUCN kategoriserar arten globalt som livskraftig.

## Underarter
Arten delas in i följande underarter:
- K. b. baurii
- K. b. palmarum

## Beskrivning
Hanar blir upp till 10,4 cm långa och blir könsmogna vid en ålder på 4-5 år och honor blir upp till 11,8 cm långa och blir könsmogna vid en ålder på 5-6 år. Den största dokumenterade man hittat hade dock 12,7 cm långt skal. I fångenskap kan de bli mer än 50 år gamla.

## Fortplantning
Honor lägger ägg en till sex gånger per år, vanligen med två eller tre men upp till sex ägg per kull. Ungarna är 2 till 2,5 cm när de kläcks och väger mellan 2,1 och 3,9 gram.

## Utbredning
Arten finns i sydvästra USA. Den är relativt vanlig.

## Habitat
Arten finns i stillastående eller långsamt rinnande vatten, även sådana som ibland torkar ut då den kan gå flera kilometer för att hitta bättre platser. Den finns också i svagt bräckt vatten.

## Föda
Kinosternon baurii är allätare som äter både frön, löv och olika smådjur.

## Hot
Vuxna djur är bytesdjur för alligatorer, Snäckglador och många olika däggdjur medan ägg och ungar främst blir byten åt ormar och olika däggdjur.
På grund av mänsklig aktivitet har den minskat mycket i vissa områden, främst privatägda och främst i Keys i Florida, där man bekämpar myggor genom att fylla diken och andra vattensamlingar. Den blir också ofta överkörd på vägar i områden där den finns.